# Domingos Quina
Domingos Quina (Bissau, 18 novembre 1999) è un calciatore portoghese di origini guineensi, centrocampista del Pafos.

## Biografia
Nato in Guinea-Bissau da Samuel Quina, a sua volta calciatore, è cresciuto in Portogallo.

## Caratteristiche tecniche
Centrocampista dotato tecnicamente e dal punto di vista atletico, in possesso di una buona visione di gioco, è abile anche in fase realizzativa.

## Carriera

### Club

#### Gli inizi
Cresciuto nei settori giovanili di Benfica e Chelsea, il 25 maggio 2016 passa al West Ham, con cui debutta il 28 luglio, nella partita del terzo turno preliminare di Europa League persa per 2-1 contro il Domžale.

#### Watford e vari prestiti
Il 9 agosto 2018 viene acquistato dal Watford, con cui firma un quadriennale. Venti giorni più tardi segna la sua prima rete a livello professionistico, in occasione della vittoria in Coppa di Lega per 0-2 contro il Reading; il 15 dicembre, con il gol nella partita di Premier League vinta per 3-2 contro il Cardiff City, diventa il più giovane marcatore della storia degli Hornets in una partita della massima serie.
Il 1º febbraio 2021 viene ceduto in prestito al Granada.
Il 31 agosto 2021 viene ceduto in prestito al Fulham.
Il 16 agosto 2022 viene ceduto in prestito all'Elche.
Il 31 gennaio 2023 viene ceduto in prestito al Rotherham Utd.

#### Udinese e prestito al Vizela
Il 1º luglio 2023 viene ceduto a titolo definitivo all'Udinese. Esordisce con i friulani il 28 agosto, nel finale della partita in casa della Salernitana, subentrando a Florian Thauvin al quinto minuto di recupero.
Il 29 gennaio 2024 viene ceduto in prestito fino al termine della stagione al Vizela.

### Nazionale
Con la nazionale under-17 portoghese ha vinto gli Europei di categoria del 2016; nel 2018 ha vinto l'Europeo Under-19.

## Statistiche

### Presenze e reti nei club
Statistiche aggiornate al 3 ottobre 2024.
| Stagione            | Squadra             | Campionato          | Campionato | Campionato | Coppe nazionali | Coppe nazionali | Coppe nazionali | Coppe continentali | Coppe continentali | Coppe continentali | Altre coppe | Altre coppe | Altre coppe | Totale | Totale | Totale |
| Stagione            | Squadra             | Comp                | Pres       | Reti       | Comp            | Pres            | Reti            | Comp               | Pres               | Reti               | Comp        | Pres        | Reti        | Pres   | Reti   |        |
| ------------------- | ------------------- | ------------------- | ---------- | ---------- | --------------- | --------------- | --------------- | ------------------ | ------------------ | ------------------ | ----------- | ----------- | ----------- | ------ | ------ | ------ |
| 2016-2017           | West Ham Utd        | PL                  | 0          | 0          | FACup+CdL       | 0+0             | 0+0             | UEL                | 2                  | 0                  | -           | -           | -           | 2      | 0      |        |
| 2017-2018           | West Ham Utd        | PL                  | 0          | 0          | FACup+CdL       | 1+3             | 0+0             | -                  | -                  | -                  | -           | -           | -           | 4      | 0      |        |
| Totale West Ham Utd | Totale West Ham Utd | Totale West Ham Utd | 0          | 0          |                 | 4               | 0               |                    | 2                  | 0                  |             | -           | -           | 6      | 0      |        |
| 2018-2019           | Watford             | PL                  | 8          | 1          | FACup+CdL       | 3+2             | 0+1             | -                  | -                  | -                  | -           | -           | -           | 13     | 2      |        |
| 2019-2020           | Watford             | PL                  | 4          | 0          | FACup+CdL       | 2+3             | 0+0             | -                  | -                  | -                  | -           | -           | -           | 9      | 0      |        |
| 2020-gen. 2021      | Watford             | FLC                 | 14         | 1          | FACup+CdL       | 0+1             | 0+0             | -                  | -                  | -                  | -           | -           | -           | 15     | 1      |        |
| Totale Watford      | Totale Watford      | Totale Watford      | 26         | 2          |                 | 11              | 1               |                    | -                  | -                  |             | -           | -           | 37     | 3      |        |
| feb.-giu. 2021      | Granada             | PD                  | 8          | 2          | CR              | -               | -               | UEL                | -                  | -                  | -           | -           | -           | 8      | 2      |        |
| 2021-gen. 2022      | Fulham              | FLC                 | 2          | 0          | FACup+CdL       | 1+1             | 0+0             | -                  | -                  | -                  | -           | -           | -           | 4      | 0      |        |
| gen.-giu. 2022      | Barnsley            | FLC                 | 16         | 2          | FACup+CdL       | -               | -               | -                  | -                  | -                  | -           | -           | -           | 16     | 2      |        |
| 2022-gen. 2023      | Elche               | PD                  | 10         | 0          | CR              | 1               | 0               | -                  | -                  | -                  | -           | -           | -           | 11     | 0      |        |
| gen.-giu. 2023      | Rotherham Utd       | FLC                 | 8          | 0          | FACup+CdL       | -               | -               | -                  | -                  | -                  | -           | -           | -           | 8      | 0      |        |
| 2023-gen. 2024      | Udinese             | A                   | 2          | 0          | CI              | 1               | 0               | -                  | -                  | -                  | -           | -           | -           | 3      | 0      |        |
| gen.-giu. 2024      | Vizela              | PL                  | 13         | 0          | CP+CdL          | 1+0             | 0+0             | -                  | -                  | -                  | -           | -           | -           | 14     | 0      |        |
| 2024-2025           | Pafos               | A                   | 2          | 0          | CC              | 0               | 0               | UECL               | -                  | -                  | -           | -           | -           | 2      | 0      |        |
| Totale carriera     | Totale carriera     | Totale carriera     | 87         | 6          |                 | 20              | 1               |                    | 2                  | 0                  |             | -           | -           | 109    | 7      |        |

## Palmarès

### Club

#### Competizioni nazionali
- Campionato cipriota: 1

Pafos: 2024-2025

### Nazionale
- Campionato d'Europa Under-17: 1

Azerbaigian 2016
- Campionato d'Europa Under-19: 1

Finlandia 2018